# Bauer Miklós (orvos)
Bauer Miklós (Pápa, 1929. december 8. – 2025. június 23.) magyar orvos, fül-orr-gégész, egyetemi tanár, az orvostudományok doktora, a Pécsi Orvostudományi Egyetem volt rektora. Kutatási területe a hallásélettan, a hallórendszer elektrofiziológiája, a középfül helyreállító sebészete.

## Életpályája
A pápai bencés gimnáziumba járt. Az orvosegyetemi tanulmányok befejezése után a Pécsi Orvostudományi Egyetem (POTE) Élettani Intézetében kezdte pályáját (1951-1955); 1955-től a Fül-Orr-Gége Klinikán dolgozik végigjárva lépcsőfokokat, tanársegéd, adjunktus, docens, egyetemi tanár, tanszékvezető, a klinika igazgatóhelyettese, majd igazgatója lett. A rendszerváltás idején rektora volt az egyetemnek.
Tudományos előmenetele: Az általános orvosi diploma megszerzése után fül-orr-gégészeti (1957), majd audiológiai szakvizsgát tett. Az orvostudományok kandidátusa fokozatot 1967-ben nyerte el. 1972-ben WHO ösztöndíjjal Angliában járt tanulmányúton. Az orvostudományok MTA doktora (DSc) 1989 óta. 2005-ben emeritálták.

## Főbb munkái (válogatás)
- Halló- és látókérgi kiváltott potenciálok változásai időleges kapcsolat kiépülésekor. Grastyán Endrével. Budapest, Akadémiai Kiadó, 1961[4][6]
- Hallócsont-lánc reconstructio csont autotransplantatummal : Kandidátusi értekezés ; MTA TMB, 1967. Pécs, 1967. 1-2. köt.[7]
- A cochlea és centralis kapcsolatai : a Magyar Fül- Orr- Gégeorvosok Egyesületének 1977. évi kongresszusa : Pécs, 1977. július 3–6. : referátum / Bauer Miklós, Rejtő Kálmán. [Pécs] : Pécsi Szikra Ny., 1977, 210, [28] p.
- Fül-orr-gégészeti propedeutica. Pécs : POTE, 1979, 133 p. ill.
- Nem integrált klinikai orvostan bázis-anyagai : Fül-orr-gégészeti propedeutica. Pécs : Orvostudományi Egyetem, 1982. 122 p.
- Magyar Fül-Orr-Gégeorvosok Egyesülete 32. Kongresszusa : Budapest, 1987. aug. 26-28. Debrecen : DOTE, 1987[8]
- Tympanoplastica : a PTE ÁOK Fül-Orr-Gégeklinikájának "Fülészeti Microchirurgiai Cursusok" előadásai.[9] Budapest ; Medicina, 2003, 178 p. ill. ISBN 963-242-841-2

## Társasági tagság
- Magyar Fül-Orr-Gégeorvosok Egyesülete

## Díjak, elismerések
- Magyar Fül-Orr-Gégészeti Cseresnyés-emlékérem (1987)
- A Haza Szolgálatáért emlékérem (1987)
- Pro Universitate aranyérem (1992)
- A Magyar Köztársasági Érdemrend tisztikeresztje (1998)
- Pécs Város Díszpolgára (1999)
- Batthyány-Strattmann László-díj (2005)
- Hőgyes Endre-emlékérem (2013)
- PTE Nagy Lajos-díj (2020)